# Telangiectasia hemorrágica hereditária
A telangiectasia hemorrágica hereditária (ou Síndrome de Rendu-Osler-Weber) é uma doença autossómica dominante. Pensa-se serem dois os genes envolvidos: ENG ou ALK-1. Esta síndrome caracteriza-se clinicamente pela tríade: telangiectasias, epistaxe recorrente e história familiar. A principal causa de morbilidade e mortalidade relaciona-se com malformações arteriovenosas (MAV) presentes em vários órgãos e a consequente hemorragia que lhes pode estar associada. A doença tem um grande espectro clínico e os pacientes podem ser assimptomáticos ou ter vários órgãos envolvidos, os quais podem dar sintomas ou sinais em qualquer idade. O tratamento passa por limitar as hemorragias, quer através de terapêuticas farmacológicas quer cirúrgicas, nomeadamente eventual intervenção cirúrgica nas MAV, e tratar/minimizar as sequelas. O prognóstico depende da severidade dos sintomas.
Recentemente pesquisadores descobriram um fármaco para inibir uma proteína envolvida no crescimento celular (quinase P13). No estudo houve a reversão da condição em camundongos. Se a descoberta for confirmada em pacientes humanos, o fármaco pode levar a um melhor tratamento para a doença em breve.

## Sintomas e Diagnóstico
Os sintomas iniciais são: irritações na pele e sangramentos no nariz. O diagnóstico é confirmado na presença de pelo menos 3 destas manifestações:
- telangiectasias em face, mãos e cavidade oral;
- epistaxes recorrentes;
- malformações arteriovenosas com comprometimento visceral;
- histórico familiar.